# Тимирязево (Славский район)
Тимиря́зево (до 1785 Йонейкишкен (нем. Joneykischken), в 1785—1946 годах — Нойкирх, (нем. Neukirch)) — посёлок Славского городского округа Калининградской области. Административный центр Тимирязевского сельского поселения. Население — 1158 чел. (2010).

## Этимология названия
Своё название посёлок получил в честь великого русского учёного физиолога, естествоиспытателя Тимирязева Климента Аркадьевича.

## География
Расположен в 8 км к северо-западк от районного центра, города Славска. Через посёлок проходит трасса Р-513.

## История
Населённый пункт относится к исторической области древней Пруссии именем Скаловия.
Первое упоминание о Йонейкишкене относится к XVII веку. В 1650 году в Йонейкишкене была построена первая деревянная кирха, которая сгорела после удара молнии. В 1740 году на её месте была построена каменная церковь, в которой в 1757 году появился орган.
Поселение входило в состав сельского района Эльхнидерунг, административного округа Гумбиннен Пруссии, позднее Германии. Во время Семилетней войны с 1758 года до 1762 года Йонейкишкен входил в состав России.
Около 1785 года Йонейкишкен был переименован в Нойкирх.
В 1903 году в Нойкирхе впервые в округе было проведено уличное освещение с использованием ацетилена.
Через поселение проходила инстербургская узкоколейная железная дорога. В годы Первой мировой войны Нойкирх был занят 1-й русской армией генерала Ренненкампфа в августе 1914, при этом сильно не пострадал. Перед Второй мировой войной был построен молочный завод.
В 1939 году он насчитывал 1589 жителей. Во время войны Нойкирх был взят 20 января 1945 года воинами 325-й стрелковой дивизии 43-й армии Красной армии под командованием генерал-майора Н.З. Сухорёброва. С 1945 года в составе СССР. В 1946 году переименован в Тимирязево. 17 июня 1947 году Указом Президиума Верховного Совета РСФСР в составе Славского района был организован Тимирязевский сельский совет. В 2008 году Тимирязево становится центром одноимённого сельского поселения.

## Население
| 2002 | 2010  |
| ---- | ----- |
| 1105 | ↗1158 |

## Экономика
В феврале 1946 года на территории немецкого посёлка Нойкирх был образован совхоз № 21, позднее переименованный в совхоз «Тимирязевский».

## Достопримечательности
- Братская могила советских воинов, погибших в январе 1945 года (1958).
- Руины кирхи (XVIII века) Тимирязево.
- Памятник погибшим в годы Первой мировой войны (1933) в Тимирязево[7].